# Pilobolus Dance Theatre

Das Logo des Pilobolus

Das Pilobolus Dance Theatre ist ein US-amerikanisches Tanztheater, das Schattentheater mit Tanz kombiniert. Es wurde 1971 am Dartmouth College von Moses Pendleton, Jonathan Wolken, Lee Harris und Robby Barnett aus einer Tanzklasse von Alison Chase gegründet.
2007 gaben sie eine Performance bei der Oscarverleihung. 2012 traten sie mit dem Programm Shadowland in mehreren deutschen Großstädten auf. Am 30. April 2011 sind sie in Offenburg als Showact bei Wetten, dass..? aufgetreten.